# Farges-en-Septaine
Farges-en-Septaine est une commune française située dans l'est du  département du Cher, en région Centre-Val de Loire. Commune rurale, elle est située à une vingtaine de kilomètres à l'est de Bourges et compte environ 1000 habitants. Elle abrite, avec la commune voisine d'Avord, la seconde plus grande base de l'armée de l'air française.

## Géographie
La commune fait partie du canton d'Avord,.

### Climat
Pour des articles plus généraux, voir Climat du Centre-Val de Loire et Climat du Cher.
En 2010, le climat de la commune est de type climat océanique dégradé des plaines du Centre et du Nord, selon une étude du CNRS s'appuyant sur une série de données couvrant la période 1971-2000. En 2020, Météo-France publie une typologie des climats de la France métropolitaine dans laquelle la commune est exposée à un climat océanique altéré et est dans la région climatique Centre et contreforts nord du Massif Central, caractérisée par un air sec en été et un bon ensoleillement.
Pour la période 1971-2000, la température annuelle moyenne est de 10,8 °C, avec une amplitude thermique annuelle de 15,4 °C. Le cumul annuel moyen de précipitations est de 771 mm, avec 11,7 jours de précipitations en janvier et 7,1 jours en juillet. Pour la période 1991-2020, la température moyenne annuelle observée sur la station météorologique installée sur la commune est de 11,9 °C et le cumul annuel moyen de précipitations est de 756,5 mm,. Pour l'avenir, les paramètres climatiques de la commune estimés pour 2050 selon différents scénarios d'émission de gaz à effet de serre sont consultables sur un site dédié publié par Météo-France en novembre 2022.
| Mois                                  | jan.           | fév.             | mars            | avril           | mai             | juin           | jui.           | août           | sep.            | oct.            | nov.            | déc.            | année     |
| ------------------------------------- | -------------- | ---------------- | --------------- | --------------- | --------------- | -------------- | -------------- | -------------- | --------------- | --------------- | --------------- | --------------- | --------- |
| Température minimale moyenne (°C)     | 1,3            | 1                | 3,3             | 5,3             | 9               | 12,5           | 14,2           | 14,2           | 10,8            | 8,2             | 4,3             | 1,9             | 7,2       |
| Température moyenne (°C)              | 4,3            | 4,9              | 8,1             | 10,7            | 14,5            | 18,1           | 20,2           | 20,2           | 16,4            | 12,7            | 7,7             | 4,8             | 11,9      |
| Température maximale moyenne (°C)     | 7,2            | 8,8              | 13              | 16,2            | 20              | 23,7           | 26,2           | 26,2           | 22              | 17,1            | 11,1            | 7,8             | 16,6      |
| Record de froid (°C) date du record   | −21 09.01.1985 | −19,2 14.02.1929 | −12,6 01.03.05  | −5,5 09.04.1977 | −2,4 03.05.1979 | 1,6 05.06.1976 | 4,9 01.07.1975 | 3,8 31.08.1986 | −0,2 30.09.1936 | −5,7 30.10.1997 | −9,4 24.11.1998 | −17 31.12.1939  | −21 1985  |
| Record de chaleur (°C) date du record | 18,2 30.01.02  | 22,6 28.02.1960  | 28,8 25.03.1955 | 29 16.04.1949   | 31,1 27.05.05   | 38,5 27.06.19  | 40,9 25.07.19  | 39,8 06.08.03  | 36 05.09.23     | 32,2 01.10.1985 | 24,3 07.11.15   | 20,6 16.12.1989 | 40,9 2019 |
| Ensoleillement (h)                    | 654            | 875              | 1 503           | 1 777           | 2 084           | 2 251          | 238            | 2 305          | 1 851           | 1 229           | 728             | 606             | 18 242    |
| Précipitations (mm)                   | 57,5           | 51,3             | 52,2            | 62,3            | 74,6            | 59,1           | 64,6           | 57,2           | 62,4            | 75,6            | 70,9            | 68,8            | 756,5     |

## Urbanisme

### Typologie
Au 1er janvier 2024, Farges-en-Septaine est catégorisée commune rurale à habitat dispersé, selon la nouvelle grille communale de densité à 7 niveaux définie par l'Insee en 2022.
Elle appartient à l'unité urbaine d'Avord, une agglomération intra-départementale dont elle est une commune de la banlieue,. Par ailleurs la commune fait partie de l'aire d'attraction de Bourges, dont elle est une commune de la couronne,. Cette aire, qui regroupe 111 communes, est catégorisée dans les aires de 50 000 à moins de 200 000 habitants,.

### Occupation des sols
L'occupation des sols de la commune, telle qu'elle ressort de la base de données européenne d’occupation biophysique des sols Corine Land Cover (CLC), est marquée par l'importance des territoires agricoles (61,5 % en 2018), en diminution par rapport à 1990 (64,4 %). La répartition détaillée en 2018 est la suivante :
terres arables (53,1 %), zones industrielles ou commerciales et réseaux de communication (22,1 %), forêts (9,6 %), zones agricoles hétérogènes (5,8 %), milieux à végétation arbustive et/ou herbacée (4,4 %), prairies (2,6 %), zones urbanisées (2,4 %).
L'évolution de l’occupation des sols de la commune et de ses infrastructures peut être observée sur les différentes représentations cartographiques du territoire : la carte de Cassini (XVIIIe siècle), la carte d'état-major (1820-1866) et les cartes ou photos aériennes de l'IGN pour la période actuelle (1950 à aujourd'hui).

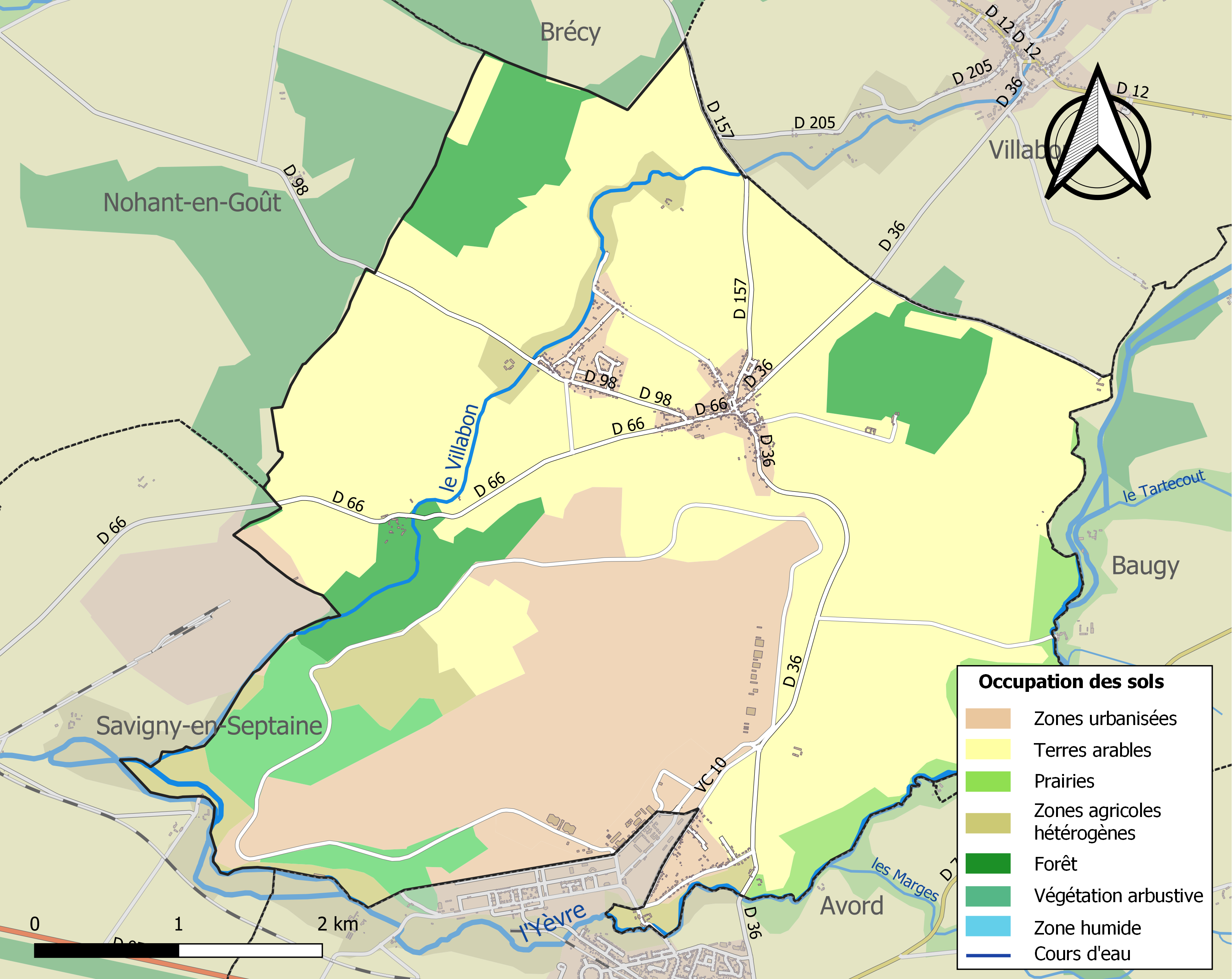
Carte des infrastructures et de l'occupation des sols de la commune en 2018 (CLC).

### Risques majeurs
Le territoire de la commune de Farges-en-Septaine est vulnérable à différents aléas naturels : météorologiques (tempête, orage, neige, grand froid, canicule ou sécheresse), mouvements de terrains et séisme (sismicité faible). Il est également exposé à un risque technologique. Un site publié par le BRGM permet d'évaluer simplement et rapidement les risques d'un bien localisé soit par son adresse soit par le numéro de sa parcelle.

#### Risques naturels

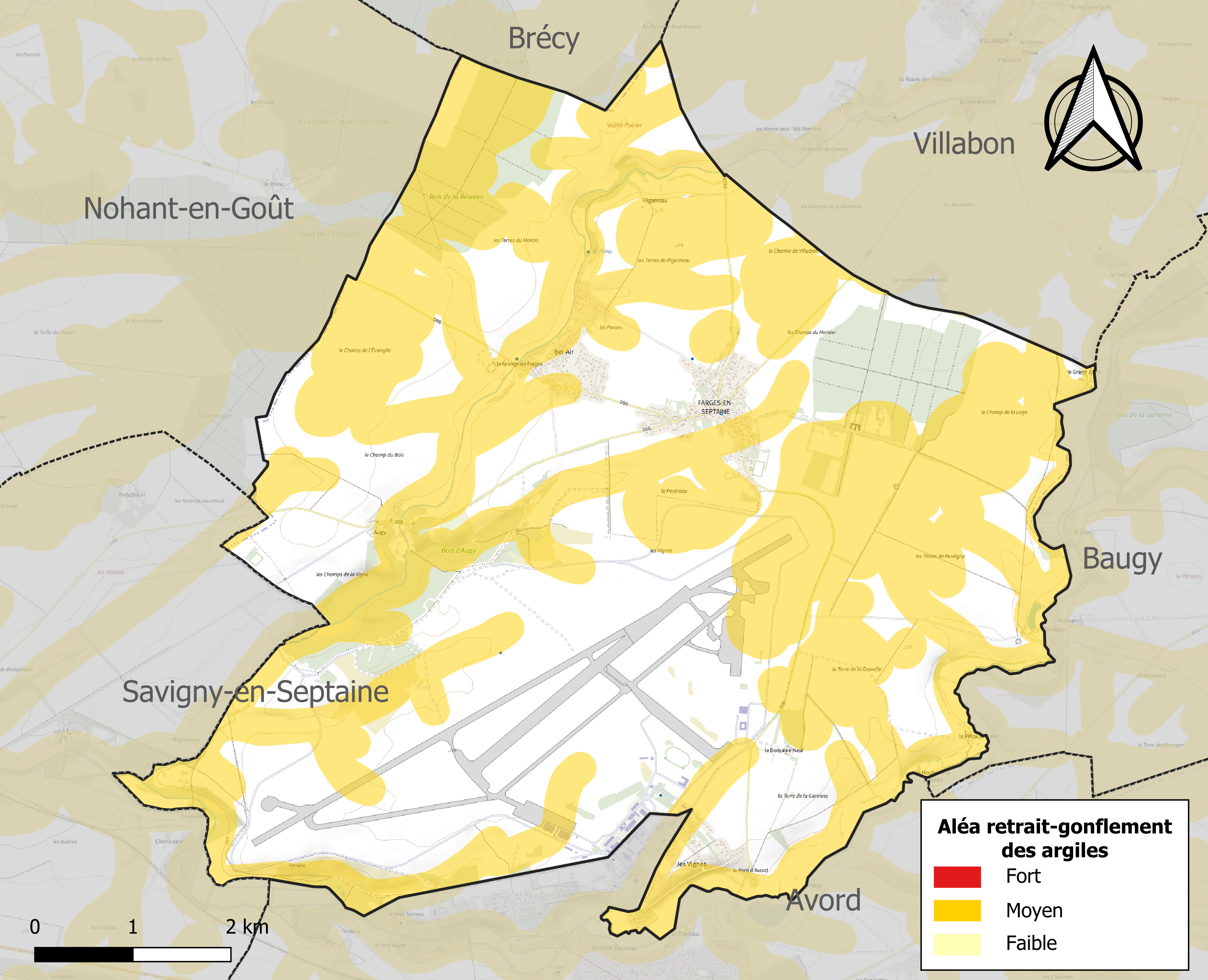
Carte des zones d'aléa retrait-gonflement des sols argileux de Farges-en-Septaine.

La commune est vulnérable au risque de mouvements de terrains constitué principalement du retrait-gonflement des sols argileux. Cet aléa est susceptible d'engendrer des dommages importants aux bâtiments en cas d’alternance de périodes de sécheresse et de pluie. 56,3 % de la superficie communale est en aléa moyen ou fort (90 % au niveau départemental et 48,5 % au niveau national). Sur les 419 bâtiments dénombrés sur la commune en 2019, 177 sont en aléa moyen ou fort, soit 42 %, à comparer aux 83 % au niveau départemental et 54 % au niveau national. Une cartographie de l'exposition du territoire national au retrait gonflement des sols argileux est disponible sur le site du BRGM,.
Concernant les mouvements de terrains, la commune a été reconnue en état de catastrophe naturelle au titre des dommages causés par des mouvements de terrain en 1999.

#### Risques technologiques
En cas d’accident grave, certaines installations nucléaires sont susceptibles de rejeter dans l’atmosphère de l’iode radioactif. La commune étant située à proximité d’installations militaires de défense, la base aérienne 702 Avord, elle est exposée au risque nucléaire. À ce titre les habitants de la commune ont bénéficié, à titre préventif, d'une distribution de comprimés d’iode stable dont l’ingestion avant rejet radioactif permet de pallier les effets sur la thyroïde d’une exposition à de l’iode radioactif. En cas d'incident ou d'accident nucléaire, des consignes de confinement ou d'évacuation peuvent être données et les habitants peuvent être amenés à ingérer, sur ordre du préfet, les comprimés en leur possession.

## Toponymie
Farges : Du mot latin Făbrĭca, avec métathèse, « atelier d'artisan », à l'origine de notre « fabrique », a principalement désigné une forge.

## Politique et administration

### Liste des maires
| Période                                  | Période  | Identité       | Étiquette | Qualité                             |
| ---------------------------------------- | -------- | -------------- | --------- | ----------------------------------- |
| Les données manquantes sont à compléter. |          |                |           |                                     |
| mars 2001                                | mai 2020 | Alain Gougnot  |           | Retraité de l'enseignement          |
| mai 2020                                 | En cours | Alain Jaubert, |           | Professeur, profession scientifique |

## Démographie
L'évolution du nombre d'habitants est connue à travers les recensements de la population effectués dans la commune depuis 1793. Pour les communes de moins de 10 000 habitants, une enquête de recensement portant sur toute la population est réalisée tous les cinq ans, les populations de référence des années intermédiaires étant quant à elles estimées par interpolation ou extrapolation. Pour la commune, le premier recensement exhaustif entrant dans le cadre du nouveau dispositif a été réalisé en 2007.

En 2022, la commune comptait 1 014 habitants, en évolution de −1,17 % par rapport à 2016 (Cher : −2,48 %, France hors Mayotte : +2,11 %).
| 1793 | 1800 | 1806 | 1821 | 1831 | 1836 | 1841 | 1846 | 1851 |
| ---- | ---- | ---- | ---- | ---- | ---- | ---- | ---- | ---- |
| 490  | 405  | 401  | 512  | 668  | 800  | 790  | 786  | 812  |

| 1856 | 1861 | 1866 | 1872  | 1876  | 1881  | 1886  | 1891  | 1896  |
| ---- | ---- | ---- | ----- | ----- | ----- | ----- | ----- | ----- |
| 840  | 842  | 858  | 2 085 | 3 408 | 1 209 | 1 255 | 1 780 | 1 295 |

| 1901  | 1906  | 1911  | 1921 | 1926  | 1931  | 1936  | 1946 | 1954 |
| ----- | ----- | ----- | ---- | ----- | ----- | ----- | ---- | ---- |
| 1 410 | 1 402 | 1 205 | 898  | 1 501 | 2 494 | 2 185 | 983  | 653  |

| 1962 | 1968 | 1975 | 1982 | 1990 | 1999 | 2006 | 2007 | 2012  |
| ---- | ---- | ---- | ---- | ---- | ---- | ---- | ---- | ----- |
| 670  | 635  | 543  | 566  | 691  | 737  | 894  | 916  | 1 035 |

| 2017  | 2022  | - | - | - | - | - | - | - |
| ----- | ----- | - | - | - | - | - | - | - |
| 1 009 | 1 014 | - | - | - | - | - | - | - |

## Culture locale et patrimoine

### Lieux et monuments
- Le château de Bois-Bouzon, au lieu-dit Bois-Bouzon, château construit au XVIIe siècle par l'architecte Jean Lejuge, maître d'œuvre de la famille de Condé et de la ville de Bourges, pour le parlementaire parisien André Lefebvre d'Eaubonne, qui venait de s'installer en Berry[25]. Il est inscrit aux Monuments historiques[25].
- L'église Notre-Dame date  du milieu du XIIe siècle. La Fondation pour la sauvegarde de l'art français a accordé une aide de 60 000 F en 1992 pour la réfection des maçonneries[26].

### Personnalités liées à la commune
- Élisabeth (Marie Elisabeth Joséphine) Catez (1880-1906), carmélite sous le nom d'Élisabeth de la Trinité, mystique, béatifiée en 1984 par le pape Jean-Paul II et canonisée en 2016 par le pape François, y est née.
- Blaise Raudet (1869-1958)  entrepreneur d'exploitation forestière[27].